# Tandubas
Tandubas là một đô thị hạng 3 ở tỉnh Tawi-Tawi, Philippines. Theo điều tra dân số năm 2000, đô thị này có dân số 24.900 người trong 3.935 hộ.

## Các đơn vị hành chính
Tandubas được chia thành 20 barangay.
| - Baliungan - Kakoong - Kepeng - Lahay-lahay - Naungan - Sallangan - Sapa - Silantup - Tapian - Tongbangkaw | - Tangngah (Tangngah Ungus Mata) - Ballak - Butun - Himbah - Kalang-kalang - Salamat - Sibakloon - Tandubato - Tapian Sukah - Taruk |